# Elysia pusilla
Elysia pusilla is een slakkensoort uit de familie van de Plakobranchidae. De wetenschappelijke naam van de soort is voor het eerst geldig gepubliceerd in 1871 door Bergh.